# Inter-Italian Soccer Club
O Inter-Italian Soccer Club, também conhecido como Cleveland Inter, foi um time de futebol com sede em Cleveland . 

## História
Fundado em 1957, o clube foi finalista da National Amateur Cup em 1971, perdendo a final para o St. Louis Kutis SC . Em 1973, o clube foi vice-campeão da National Challenge Cup de 1973.

## Honras
- National Challenge Cup
  - Finalista (1) : 1973
- National Amateur Cup
  - Finalista (1) : 1971